# ماه‌چشم‌سانان
ماه‌چشم‌سانان (نام علمی: Hiodontiformes) نام یک راسته از فرورده پیوسته‌استخوانان و نوعی ماهی است.